# ابوجعفر خازن خراسانی
ابوجعفر خازن خراسانی ستاره‌شناس و ریاضی‌دان ایرانی است که در قرن چهارم هجری قمری در خراسان می‌زیست. از او کتاب‌هایی در این دو علم در دست است. وی به کمک مقاطع مخروطی، معادلهٴ درجه سوم را که به معادلهٴ ماهانی موسوم است حل کرد. در مابین سال‌های ۹۶۱ و ۹۷۱ میلادی درگذشت.

## آثار
- الالات العجیبه الرصدیه
- زیج الصفائح
- المدخل الکبیر فی علم النجوم
- سر العالمین
- المسائل العددیه